# مثلث المسارا
مثلث المسارا هي منطقة صحراوية قليلة السكان تقع بين السودان وليبيا، ويحدها من الشمال ليبيا و من الجنوب تشاد و من الشرق السودان و من الغرب تشاد,رسمياً كانت تابعة للسودان قبل الحرب العالمية الأولى و بعد نقلت جراء مرسوم بريطاني
مالكي يقضي بنقلها من السودان الإنجليزي المصري إلى ليبيا الإيطالية، بعد الاستقلال لم تطالب الحكومة السودانية بهذه المنطقة مع انه حق مشروع لها، ولكن كثير من السودانيين والسياسين يطالبون بها.